# Кеплер-20e
Kepler-20e — екзопланета, яка обертається навколо Kepler-20. Ця планета примітна тим, що це перша планета, яка має менший радіус за Землю та яка обертається навколо зорі, подібної до Сонця. Планета є другою найближчою до власної зорі після Kepler-20b, і має температуру 1 040 К (770 °C; 1 410 °F), яка є надто спекотною, щоб на її поверхні була рідка вода. Разом з чотирма іншими планетами із системи, про відкриття Kepler-20e було оголошено 20 грудня 2011 року.
Kepler-20e стала першою відкритою планетою, меншою за Землю, яка оберталася навколо зорі, відмінної від Сонця. Рік на Kepler-20e триває лише 6 днів, оскільки він набагато ближче до своєї зорі порівняно із відстанню Землі до Сонця. Температура на поверхні планети становить близько 1400 градусів за Фаренгейтом. Вона є занадто високою для підтримки життя в тому вигляді, в якому ми його знаємо.
Kepler-20e, ймовірно, є повністю кам'янистою та не має атмосфери. Планета є припливно-відпливною та завжди повернута до своєї зірки однією стороною, так само як Місяць до Землі. Вона може мати великі температурні різниці між її постійними нічною та денною сторонами.
Астрономи вважають, що планета найімовірніше є геологічно активною через власний процес формування та сильну гравітаційну взаємодію з її зіркою. У наступному художньому зображенні планета зображена з активними вулканами як на нічному, так і на денному боках.

## Орбіта

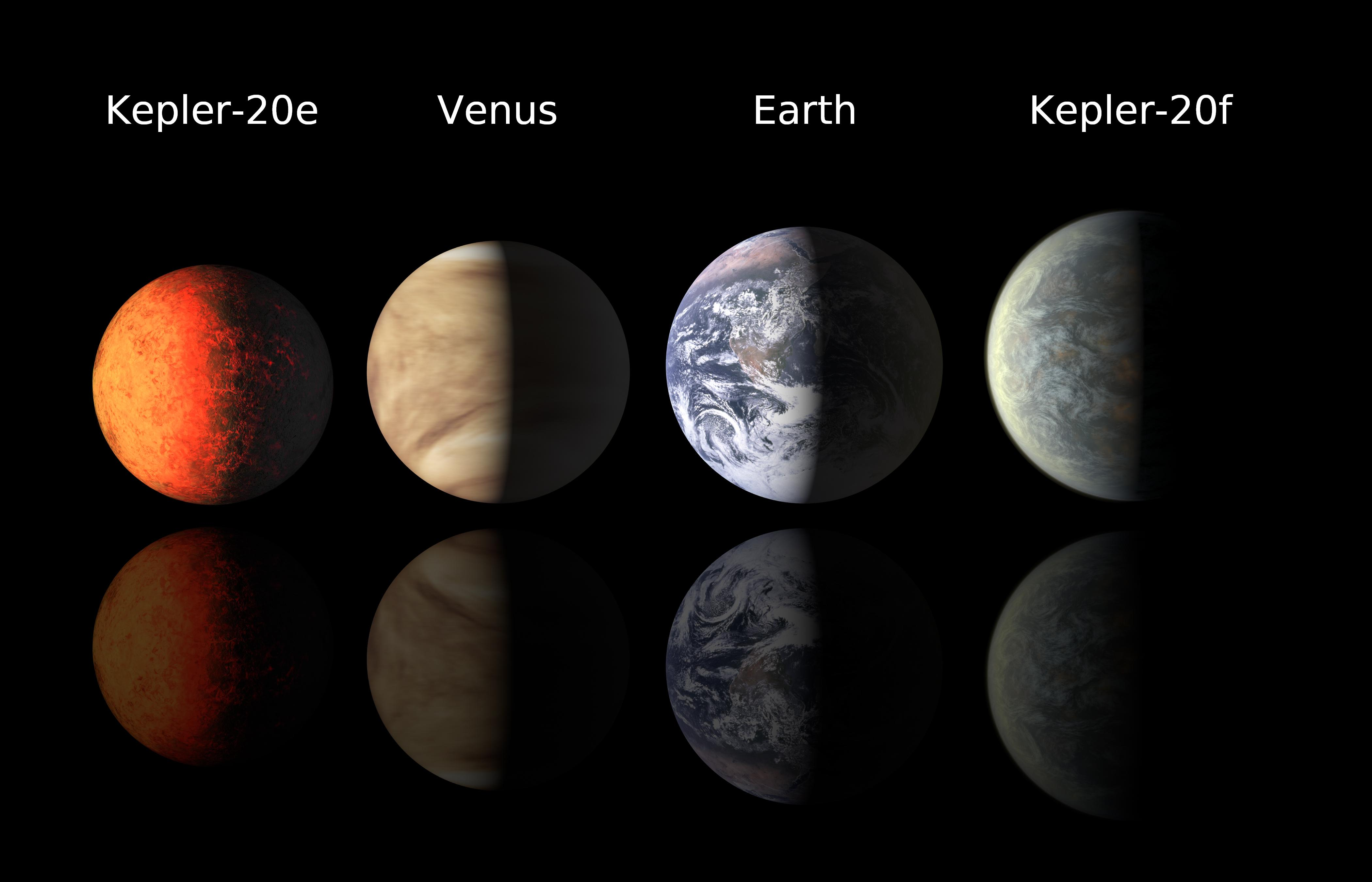
Розмір Kepler-20e та Kepler-20f у порівнянні з Венерою та Землею (деталі поверхні планет Кеплера — це враження художника)

З великою піввіссю у 0,0507 а.о., період обертання Kepler-20e навколо своєї осі становить 6,098 днів (з надзвичайно малою похибкою). Орбіта має нахил у 87,50°, що покращує спостереження за її проходженням з Сонячної системи. Як і інші планети із системи, планета має високий максимальний ексцентриситет 0,28, проте він є найнижчим власне у своїй системі.